# Roger Pingeon
Roger Pingeon (Hauteville, 28 augustus 1940 – Beaupont, 19 maart 2017) was een Frans wielrenner die prof was van 1964 tot 1974 en in totaal 34 wegzeges behaalde. In 1967 behaalde hij zijn grootste overwinning: de eindzege in de Ronde van Frankrijk. In 1969 schreef hij zijn tweede grote ronde op zijn naam: de Ronde van Spanje.
Pingeon werd 76 jaar. Hij overleed aan de gevolgen van een hartaanval.

## Belangrijkste overwinningen en ereplaatsen
1966
- 2e etappe Criterium International

1967
- 2e eindklassement Midi Libre
- 5e etappe deel A Ronde van Frankrijk
- Eindklassement Ronde van Frankrijk

1968
- 3e eindklassement Criterium International
- 15e en 18e etappe Ronde van Frankrijk

1969
- 3e eindklassement Criterium International
- 12e en 14e etappe Ronde van Spanje
- Eindklassement Ronde van Spanje
- 9e etappe Ronde van Frankrijk
- 2e eindklassement Ronde van Frankrijk
- 2e bergklassement Ronde van Frankrijk

1970
- 2e eindklassement Dauphiné Libéré

1971
- 3e Trofeo Baracchi

1972
- 1e etappe Dauphiné Libéré
- 2e eindklassement Ronde van Zwitserland

## Resultaten in voornaamste wedstrijden
| Jaar | Ronde van Italië | Ronde van Frankrijk | Ronde van Spanje |
| ---- | ---------------- | ------------------- | ---------------- |
| 1965 |                  | 12e                 |                  |
| 1966 |                  | 8e                  |                  |
| 1967 | opgave           | ↑ (1)               |                  |
| 1968 | opgave           | 5e (2)              |                  |
| 1969 |                  | ↑ (1)               | ↑ (2)            |
| 1970 |                  | opgave              |                  |
| 1971 |                  |                     |                  |
| 1972 |                  | opgave              |                  |
| 1973 |                  |                     | opgave           |
| 1974 |                  | 11e                 |                  |

| Jaar | Milaan-San Remo | Gent-Wevelgem | Ronde van Vlaanderen | Luik-Bast.‑Luik | Ronde van Lombardije | Waalse Pijl |  | Wereldranglijsten |
| ---- | --------------- | ------------- | -------------------- | --------------- | -------------------- | ----------- |  | ----------------- |
| 1965 |                 |               |                      |                 |                      |             |  |                   |
| 1966 | 80e             |               |                      |                 |                      |             |  |                   |
| 1967 |                 |               |                      |                 |                      | 51e         |  | 4e (SPP)          |
| 1968 | 97e             | 88e           |                      | 7e              |                      | 21e         |  | 18e (SPP)         |
| 1969 | 35e             |               |                      |                 | 16e                  | 24e         |  | 6e (SPP)          |
| 1970 |                 |               | 11e                  |                 | 24e                  |             |  |                   |
| 1971 |                 | 75e           | 42e                  |                 |                      |             |  |                   |
| 1972 | 36e             |               |                      |                 |                      |             |  |                   |
| 1973 |                 |               |                      |                 |                      |             |  |                   |
| 1974 |                 |               |                      |                 |                      |             |  |                   |